# OnePlus
OnePlus er en kinesisk smartphoneproducent grundlagt den 17. december 2013. OnePlus har hovedkvarter i Shenzhen, Guangdong provinsen, Kina.

## Historie
OnePlus blev grundlagt december 2013 af Carl Pei, en svensk-kinesisk iværksætter, og Pete Lau, tidligere Vice President ved OPPO.

## Modeller
| Modelnavn      | Kodenavn       | Introduceret       | International Udgivelsesdato |
| -------------- | -------------- | ------------------ | ---------------------------- |
| OnePlus One    | bacon          | 23. April 2014     | 6. Juni 2014                 |
| OnePlus 2      | oneplus2       | 27. Juli 2015      | 11. August 2015              |
| OnePlus X      | onyx           | 29. Oktober 2015   | 5. November 2015             |
| OnePlus 3      | oneplus3       | 14. Juni 2016      | 14. Juni 2016                |
| OnePlus 3T     | oneplus3t      | 15. November 2016  | 28. November 2016            |
| OnePlus 5      | cheeseburger   | 20. Juni 2017      | 27. Juni 2017                |
| OnePlus 5T     | dumpling       | 16. November 2017  | 21. November 2017            |
| OnePlus 6      | enchilada      | 16. Maj 2018       | 22. Maj 2018                 |
| OnePlus 6T     | fajita         | 29. Oktober 2018   | 6. November 2018             |
| OnePlus 7      | guacamoleb     | 14. Maj 2019       | 25. Maj 2019                 |
| OnePlus 7 Pro  | guacamole      | 14. Maj 2019       | 25. Maj 2019                 |
| OnePlus 7T     | hotdogb        | 26. September 2019 | 28. September 2019           |
| OnePlus 7T Pro | hotdog         | 10. Oktober 2019   | 12. Oktober 2019             |
| OnePlus 8      | instantnoodle  | 14. April 2020     | 21. April 2020               |
| OnePlus 8 Pro  | instantnoodlep | 14. April 2020     | 21. April 2020               |

## OnePlus produkter med Cyanogen OS (CyanogenMod)
Cyanogen OS er et styresystem udviklet af Cyanogen Inc. med målet om at lave en kommerciel udgave af CyanogenMod, et styresystem udviklet som fri og åben source software baseret på den officielle Google Android udgivelse af Google, med tilføjede originale og tredje-parts kildekode. Inklusionen af Cyanogen OS i OnePlus One blev modtaget positivt hos entusiaster, da CyanogenMod var kendt for at være et hurtigere alternativ end de versioner af Android brugt af andre mobilproducenter.

### OnePlus One
OnePlus's første produkt, OnePlus One, blev annonceret den 23. april 2014 til priserne $299 og $349 for modellerne med 16 GB og 64 GB. OnePlus One benytter firmwaren CyanogenOS (CyanogenMod). OnePlus har derefter lavet deres eget styresystem kaldet OxygenOS, som skulle være udkommet februar 2015, som derefter blev rykket til fredag 27. marts 2015, der siden blev udsat igen. CyanogenOS versionen på Oneplus One var oprindeligt kendt som CyanogenMod 11S, som er baseret på Android 4.4 KitKat. CyanogenMod på OnePlus One kunne fx juni 2016 opdateres til CyanogenOS 13 (Android 6.0.1).
Der kan også installeres LineageOS på OnePlus One.

## OnePlus produkter med OxygenOS
OxygenOS er en variant af Google Android styresystem udviklet af OnePlus. Selv om Cyanogen OS var et udmærket styresystem til OnePlus One, skete der senere i 2014 det, at Cyanogen Inc. valgte at indgå en eksklusivitetsaftale i Indien med en anden mobilproducent, hvilket gjorde at OnePlus og Cyanogen Inc. måtte bryde deres samarbejde. Dette resulterede i, at OnePlus startede udviklingen af sit eget styresystem, OxygenOS.
Selvom OnePlus ikke længere sælger telefoner med CyanogenOS, kan den spirituelle efterfølger til CyanogenMod, Lineage OS, stadig installeres på telefoner fra en række af mærker, inklusiv de fleste fra OnePlus.

### OnePlus 2
OnePlus 2 blev annonceret den 28. juli 2015. Den var efterfølgeren til firmaets meget succesfulde første telefon.[kilde mangler] Det blev offentliggjort lidt under et år efter etteren, 27. juli, 2015. Der var meget høje forventninger til den anden generation af OnePlus telefoner, delvist på grund af at firmaet var i stand til at skabe meget hype omkring telefonen. En af de store fortalere for telefonen var YouTuber, teknologianmelderen MKBHD, som modtog en testenhed, som han anmeldte henimod udgivelsen.
OnePlus 2 havde komponenter som i effektivitet kunne sammenlignes med andre flagskibe i den tid, den inkluderede den meget kritiserede Qualcomm Snapdragon 810, dog valgte Oneplus at undlade en NFC-chip, da OnePlus ikke anså mobilbetaling som en vigtig egenskab i den tid. Telefonen var også en af de første smarphones til at gøre brug af en USB-C-port frem for den ældre micro USB port.

### OnePlus X
OnePlus X er lidt mindre end de andre to tidligere telefoner, da den er 5". OnePlus X blev solgt i 3 farver og 2 materialer. Onyx - sort/sølv, Champagne - hvid/guld, og den sidste: Ceramic. Ceramic er en limited edition udgave som OnePlus lavede. Der blev kun lavet 10.000 udgaver af ceramic varianten.

### OnePlus 3
OnePlus 3 blev offentliggjort 14. juni 2016.
OnePlus 3 har en Qualcomm Snapdragon 820 processor, 6GB RAM og 64GB datalager. OnePlus 3 har hurtigladning og en NFC-chip. OnePlus 3 var også Oneplus' første telefon, hvis krop blev lavet ud af et stykke metal. Telefonen modtog generelt gode anmeldelser, hovedsageligt på grund af dens lave pris og komponenter af høj kvalitet.

### OnePlus 3T
OnePlus 3T blev offentliggjort 15. November 2016.Den blev udgivet den 22. November i USA, og blev udgivet den 28. November i Europa.OnePlus 3T blev udgivet som en specifikationsmæssig bedre version af OnePlus 3. Forskellene på 3'eren og 3T'eren er at 3T'eren har en snapdragon 821 i stedet for en snapdragon 820. Oneplus 3T har også et 3400 mAh batteri frem for 3'erens 3000 mAh batteri. Til sidst har 3T'eren også et 16MP front kamera i stedet for 3'erens 8MP front kamera.

### OnePlus 7 Serien
OnePlus 7 serien er sat til at blive annonceret 14. Maj 2019.

#### OnePlus 7 Pro
OnePlus 7T
OnePlus 7T Pro

### OnePlus 8 Pro
OnePlus 8 Pro er den første OnePlus til at have trådløs opladning integreret (Qi). Dog er opladningshastigheden ikke nær den samme som standarten på 5 watt. OnePlus har lagt ud med at have hele 30 watts oplader, som for tiden er enormt imponerende.
Oneplus 9
Oneplus 9 Pro
Oneplus 10